# Festa di sant'Agata
La festa di Sant'Agata (A fest’ ‘i sant’Àjita in siciliano) è la più importante festa religiosa della città di Catania. Si celebra in onore della santa patrona della città, ed è la terza festa religiosa cattolica più seguita al mondo, proprio per il numero di persone che coinvolge e attira. Si svolge tutti gli anni dal 3 al 6 febbraio, il 12 febbraio e il 17 agosto. La ricorrenza di febbraio è legata al martirio della santa catanese, mentre la data di agosto ricorda il ritorno a Catania delle sue spoglie, dopo che queste erano state trafugate e portate a Costantinopoli dal generale bizantino Giorgio Maniace quale bottino di guerra e dove rimasero per 86 anni. Dal 3 al 6 febbraio giunge a Catania un gran numero di fedeli e turisti per partecipare a questa celebrazione.

## Vita di sant'Agata
La giovane Agata visse nel III secolo. Esponente di una famiglia patrizia catanese, sin da giovane consacrò la sua vita alla religione cristiana. Venne notata dal governatore romano Quinziano che decise di volerla per sé. Agata fuggì a Palermo nella sua villa al quartiere Guilla, ma Quinziano la scovò e la fece tornare forzatamente a Catania, dove tentò di blandirla e sedurla in ogni modo. Al rifiuto deciso di Agata, la perseguitò in quanto cristiana e, perdurando il rifiuto della giovane, la fece martirizzare e mettere a morte il pomeriggio del 5 febbraio 251. Subito dopo la morte cominciò a essere venerata da gran parte della popolazione anche di religione pagana. Da qui si sviluppò il culto di Agata che si diffuse anche fuori dalla Sicilia e ben presto papa Cornelio la elevò alla gloria degli altari.

## Storia della festa
(Martirologio Romano)

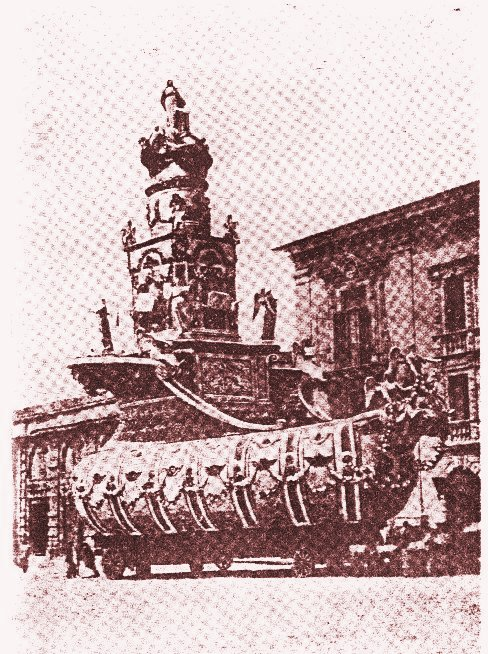
Il barcone barocco di Sant'Agata anticipava la festa di Agosto prima di essere abbandonato a mare. Secondo il Ciaceri, questa usanza si ritrova nelle festività isidee.

Le origini della culto di sant'Agata si fanno risalire già all'anno seguente il martirio, ovvero al 252. Il popolo nutrì subito una grande devozione per la vergine Agata che si era votata al martirio pur di difendere il suo onore e per non abiurare alla sua fede. I catanesi furono orgogliosi di questa giovane che si rivoltò contro il volere del proconsole romano.

### Precedenti pagani della festività
Per quanto attiene alla festa vera e propria, è molto difficile stabilire quale fu l'anno d'inizio delle celebrazioni. Secondo alcune testimonianze, ancora prima della nascita di Agata veniva celebrata una festa pagana durante la quale un simulacro di una vergine veniva portato in processione per le vie della città.
Un'altra tradizione viene riportata da Apuleio ne Le metamorfosi, secondo la quale la festa della dea Iside nella città greca di Corinto avrebbe molti punti di contatto con la festa catanese. In particolare il popolo, vestito di una tunica bianca, che partecipava ai festeggiamenti viene accostato al saccu, la tunica di cotone bianco indossata in processione dai devoti, che tirano i cordoni del fercolo per trainarlo lungo il percorso.

### I primi festeggiamenti
I primi festeggiamenti in onore di sant'Agata, anche se non programmati, avvennero probabilmente in modo spontaneo il 17 agosto 1126, quando le spoglie della Santa catanese, trafugate nel 1040, furono riportate in patria da due soldati, Gilberto e Goselino, dalla città di Costantinopoli. Il vescovo di Catania, Maurizio, si recò al castello di Jaci per accoglierle. Sparsa la voce, nel corso della notte i cittadini si riversarono nelle strade della città per ringraziare Dio di aver fatto tornare a Catania, dopo 86 anni, le spoglie dell'amata martire.
È probabile che negli anni immediatamente successivi i festeggiamenti fossero di natura prevalentemente liturgica, svolgendosi per lo più all'interno della cattedrale. Ciò sarebbe dimostrato in maniera indiretta da quanto avvenne il 4 febbraio 1169, quando un tremendo terremoto rase al suolo la città di Catania seppellendo sotto le macerie il popolo di fedeli che si trovava all'interno della cattedrale, in preghiera, per la celebrazione del martirio di sant'Agata. In quell'occasione, secondo alcune cronache dell'epoca, perirono oltre 80 monaci e alcune migliaia di fedeli sotto le volte del tempio crollato.

### Sviluppo delle manifestazioni religiose esterne
Dal 1209 al 1375 sono attestate processioni con il velo della santa. Tuttavia, solo in seguito al 1376, anno del completamento del busto reliquiario della santa - e forse, contestualmente, di una prima vara (“fercolo”) in legno - si presume che i festeggiamenti con la processione per le vie della città abbiano iniziato ad assumere un carattere stabile e organizzato. Ciò sembra trovare conferma nei documenti che attestano l'esistenza di un fercolo molto antico che dovette essere sostituito nel 1519 dall'attuale in argento.
Nel 1662, grazie all’interessamento del cardinale Camillo Astalli, vescovo di Catania, il pontefice Alessandro VII autorizzò la celebrazione con rito doppio dell'ufficio di Sant'Agata in tutta la Sicilia.
La festa subì delle interruzioni negli anni successivi a due eventi drammatici: nel 1669, in seguito all’eruzione dell'Etna che ricoprì di lava il versante nord-occidentale del territorio all’esterno delle mura medievali, rendendo impraticabile gran parte della viabilità cittadina a ridosso dei bastioni, e nel 1693, a causa del catastrofico terremoto che sconvolse il Val di Noto distruggendo completamente la città.
Fino all'inizio del XIX secolo, le manifestazioni esterne con l'effigie della santa si svolgevano in un giorno solo, il 4 febbraio, limitandosi al cosiddetto giro esterno, ossia la processione del fercolo con il busto reliquiario e lo scrigno (entrambi contenenti le spoglie mortali della patrona) al di fuori delle mura della città, lungo il loro perimetro (per evitare le strette strade medievali, inadatte alla folla). Ancora oggi, il percorso seguito dal fercolo durante l’intera giornata del 4 febbraio ricalca a grandi linee - salvo alcuni tratti - l’antico tracciato medievale delle mura, sebbene esse non siano più esistenti. La più antica testimonianza scritta dei festeggiamenti del 4 febbraio risale al cerimoniale di Don Alvaro Paternò, del 1522, che descrive il percorso esterno intorno alle mura e riferisce che il fercolo, contenente il busto e lo scrigno, era portato a spalla da 180 devoti appartenenti alle classi medio alte. I devoti, detti "ignudi" erano avvolti soltanto da una tovaglia attorno al bacino, e andavano a piedi scalzi. Dalla seconda metà del Seicento, cominciarono ad indossare l’attuale “sacco” votivo bianco.
Nella giornata del 5 febbraio - solennità di Sant'Agata - le manifestazioni liturgiche furono invece confinate per secoli all'interno della Cattedrale, con l'esposizione delle reliquie per tutto il giorno e la Messa solenne presieduta dal vescovo. In seguito al terremoto del 1693, Catania venne ricostruita interamente secondo un impianto urbanistico con maglia ortogonale, che rese la viabilità più agevole grazie alle nuove strade più larghe e ordinate. La città andò contestualmente incontro, tra ‘700 e ‘800, a una sempre più rapida espansione demografica, che comportò l'estensione del centro urbano ben al di fuori dell'antico perimetro medievale. Per queste ragioni, a partire dall'edizione del 1846 la festa fu strutturata su due giornate - il 4 e 5 febbraio - con due processioni distinte. Il nuovo percorso processionale del 5 febbraio fu denominato giro interno poiché, al contrario della processione extra moenia del 4, attraversava il cuore della città, visitando i 6 monasteri femminili di clausura.
Nel corso dei secoli successivi (fino agli anni '60 del ‘900), la processione del 4 febbraio e quella del 5 furono caratterizzate a più riprese da varie modifiche nei rispettivi tracciati originari. In particolare, la processione del 5 subì vari allungamenti fino a raggiungere, a partire dal secondo dopoguerra, il quartiere del Borgo, a nord del centro storico.

### Celebrazioni popolari
Alla festa puramente religiosa si affiancò una festa più popolare, voluta dal Senato della città e anche dalla popolazione. A questo punto, per evitare problemi di ordine pubblico, venne creato un regolamento al quale dovevano attenersi gli organizzatori dei festeggiamenti. Pertanto, in abbinamento alla processione della vara per le vie cittadine, si inserirono spettacoli di natura diversa per intrattenere i fedeli che arrivavano da ogni parte della Sicilia.

Nel XVI secolo e forse ancora prima, era invalsa l'abitudine, da parte di molte persone per lo più appartenenti alla borghesia, di andare in giro mascherate al punto da essere irriconoscibili. Non è chiaro il motivo di questa usanza che poi degenerò in alcuni casi di comune delinquenza. Infatti celati dalle maschere, molti malintenzionati approfittavano della situazione per mettere in atto azioni violente e delittuose. La motivazione di queste mascherate può essere messa in connessione con la festa del Carnevale che solitamente coincide con le feste agatine.

Analoga a questa usanza è la presenza, dal Cinquecento e fino a metà Ottocento, delle ntuppateḍḍe, donne, appartenenti a varie classi sociali, che nei pomeriggi del 4 e 5 febbraio, si avventuravano da sole in giro per la città avvolte in un grande mantello e con il volto completamente celato per non farsi riconoscere. In un tempo in cui la donna, sia sposata che nubile, non usciva di casa senza essere accompagnata, esse andavano in giro per la città accettando dolci e regali da corteggiatori occasionali.

## La festa ai giorni nostri
Gli eventi salienti della festa hanno luogo dal 3 al 6 di febbraio.
La giornata del 3 febbraio si apre con la solenne processione per l'offerta della cera, a cui partecipano le più alte cariche religiose e istituzionali della città, insieme alle aggregazioni laicali e alle confraternite provenienti da tutta la diocesi di Catania. Il lungo corteo - arricchito dalle due settecentesche Carrozze del Senato trainate da cavalli (sulle quali prendono posto il Sindaco e la giunta comunale), dai valletti comunali con i tradizionali abiti del XVIII secolo e dalle quindici Candelore - percorre Via Etnea da Piazza Duomo alla chiesa di Sant’Agata alla Fornace, in Piazza Stesicoro, per poi tornare indietro lungo lo stesso tragitto e concludersi in cattedrale, dove viene intonato il canto del Te Deum. La sera dello stesso giorno si svolge in Piazza Duomo il caratteristico spettacolo pirotecnico dei fuochi del 3 febbraio - a sira o' tri, in dialetto catanese - accompagnato dal concerto di inni (intonati da diverse corali cittadine e dall’orchestra del Conservatorio) in onore alla santa patrona.
Il culmine dei festeggiamenti ha però inizio all’alba del 4 febbraio con la Messa dell'Aurora, prima della quale il busto reliquiario di sant'Agata e lo scrigno argenteo vengono prelevati dalla cappella che li custodisce (celandoli alla vista) durante il resto dell’anno e "consegnati" ai devoti, che li porteranno in processione lungo il cosiddetto giro esterno. La lunga processione, che circumnaviga il cuore storico della città (attraversando i luoghi identificati come quelli del martirio della santa), ha inizio alle 7 del mattino e si conclude con il rientro in Cattedrale alle prime luci dell'alba del giorno seguente. L’intera processione ha dunque una durata complessiva prossima alle 24 ore. Durante il percorso, il fercolo della santa è trainato - mediante due cordoni lunghi circa 130 metri ciascuno - da un’imponente folla di decine di migliaia di devoti vestiti con il tradizionale sacco bianco, ed è preceduto dalle 15 candelore, che aprono il corteo, nonché da gruppi di devoti che portano sulle spalle dei pesanti ceri votivi accesi, in segno di penitenza, ringraziamento o per ottenere l’esaudimento di una preghiera.
Nella tarda mattinata del 5 febbraio (poche ore dopo la fine del giro esterno), presso la Cattedrale ha luogo la messa pontificale, che costituisce l’evento liturgico più importante dell’intera festa, e in quanto tale è concelebrata dalle più alte cariche religiose della Sicilia. Durante tutta la giornata del 5, il busto reliquiario di sant'Agata rimane esposto, insieme allo scrigno, sull’altare maggiore della Cattedrale. Intorno alle 17 del pomeriggio, al termine della messa vespertina, il busto e lo scrigno vengono nuovamente affidati ai devoti per l’ultima processione lungo il cosiddetto giro interno, che attraversa il centro storico cittadino tra una folla imponente (ogni anno si registrano, sia il 4 che il 5 febbraio e lungo tutto il percorso, presenze dell'ordine delle centinaia di migliaia di persone). Anche in questa occasione, il fercolo della santa viene trainato dai due lunghi cordoni ed è preceduto dalle 15 candelore. Caratteristica peculiare della processione del 5 febbraio è il gran numero di portatori di ceri votivi, che illuminano l’intero percorso notturno della processione dalla Cattedrale fino a Piazza Borgo. Il giro interno si conclude nella tarda mattinata del giorno successivo, 6 febbraio, quando il busto e lo scrigno rientrano in Cattedrale e vengono nuovamente riposti, tra la commozione dei devoti, nel piccolo vano - chiamato affettuosamente dai catanesi ‘a cammaredda (“la cameretta”) - all’interno della cappella della santa. Il rito della chiusura (mediante tre chiavi) della porta aurea del sacello che custodisce i resti della patrona segna la conclusione dei giorni centrali della festa.

### Il busto reliquiario di sant'Agata

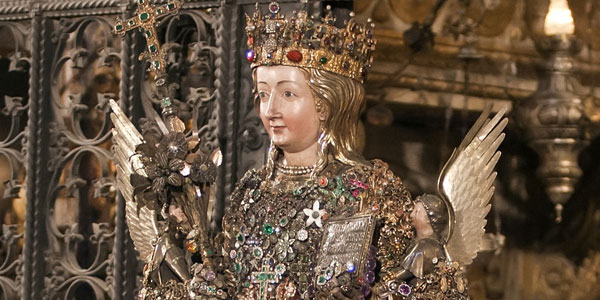
Busto reliquiario di Sant'Agata all'interno della Cattedrale.

Il busto della santa è realizzato interamente in argento massiccio, con l’incarnato del volto e delle mani dipinto in smalti policromi e i capelli in oro, ed è posto su una doppia base ottagonale finemente cesellata (la cui parte inferiore è di fattura più recente rispetto al resto dell’opera).
Il busto rappresenta un capolavoro inestimabile di oreficeria tardo medievale. Esso è divenuto nei secoli il manufatto più iconico legato al culto della martire nonché in assoluto il più caro alla devozione catanese. Realizzato nel 1376, il busto - cavo all’interno - contiene il teschio, il torace e le viscere della santa (ispezionabili attraverso un coperchio posto in cima alla testa).
Il busto fu realizzato in Francia dall'artista Giovanni di Bartolo e da maestranze francesi, su incarico del vescovo di Catania, Marziale che esaudì un desiderio di Papa Gregorio XI, ed è interamente ricoperto da oltre 300 gioielli ed ex voto di pregevole fattura. Uno dei monili più preziosi è la corona posta sul capo della santa. Secondo una leggenda, essa fu donata dal re inglese Riccardo Cuor di Leone, giunto a Catania di ritorno da una Crociata. Più verosimilmente, la corona fu realizzata su misura per il busto poco dopo il completamento di quest'ultimo (quindi almeno due secoli dopo la morte di Riccardo). Fra gli altri gioielli, si citano:
- due grandi angeli in argento dorato posti ai lati del busto della santa;
- una collana del XV secolo incastonata di smeraldi, donata dal popolo di Catania (anche se molti attribuiscono questo dono al viceré Ferdinando De Acuna);
- una grande croce riccamente lavorata del XVI secolo;
- il collare della Legion d'Onore francese appartenuto al musicista catanese Vincenzo Bellini;
- varie croci pettorali appartenute ai vescovi di Catania Dusmet, Francica Nava, Ventimiglia;
- un anello appartenuto alla regina Margherita che lo donò nel 1881 nel corso di una visita a Catania.

### Lo scrigno

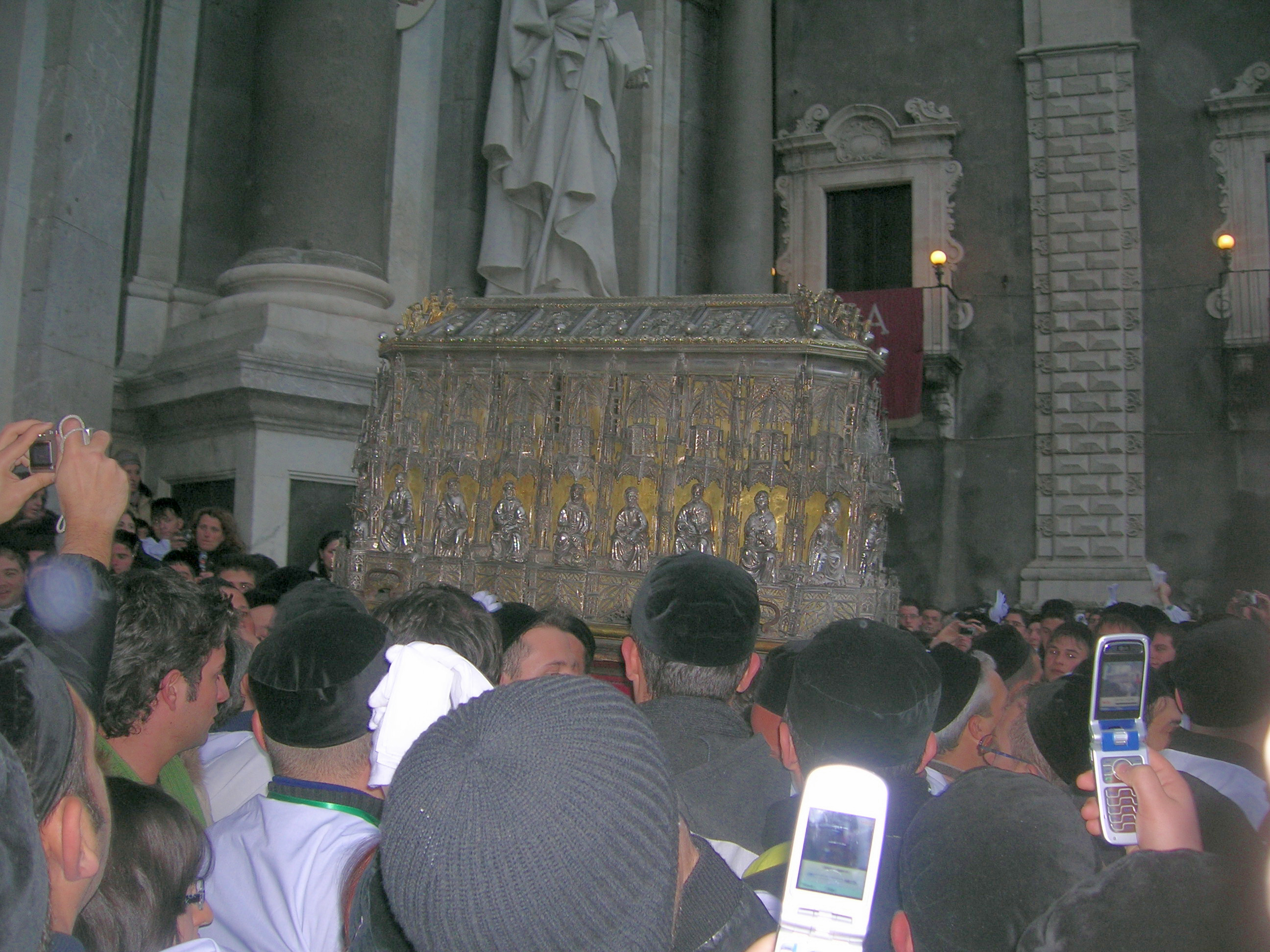
Lo scrigno reliquiario di sant'Agata.

Lo scrigno è un'imponente cassa d'argento in stile gotico, realizzata intorno alla fine del XV secolo dall'artista catanese Angelo Novara. Il coperchio, anch'esso in argento, fu realizzato invece da Vincenzo Archifel, lo stesso artista che costruì la vara. Il manufatto è riccamente ornato con sculture di santi a tutto tondo (racchiuse dentro raffinate edicole gotiche) e immagini della vita di sant'Agata.
Lo scrigno contiene le parti rimanenti del corpo della santa - le due braccia con le mani, le due gambe con i piedi, i due femori, una mammella - e il velo. Le suddette reliquie sono a loro volta racchiuse all'interno di pregevoli reliquiari argentei, realizzati in epoche differenti. Insieme, dunque, il busto e lo scrigno custodiscono (e permettono di portare in processione) il corpo della santa nella sua interezza.

### LaVara

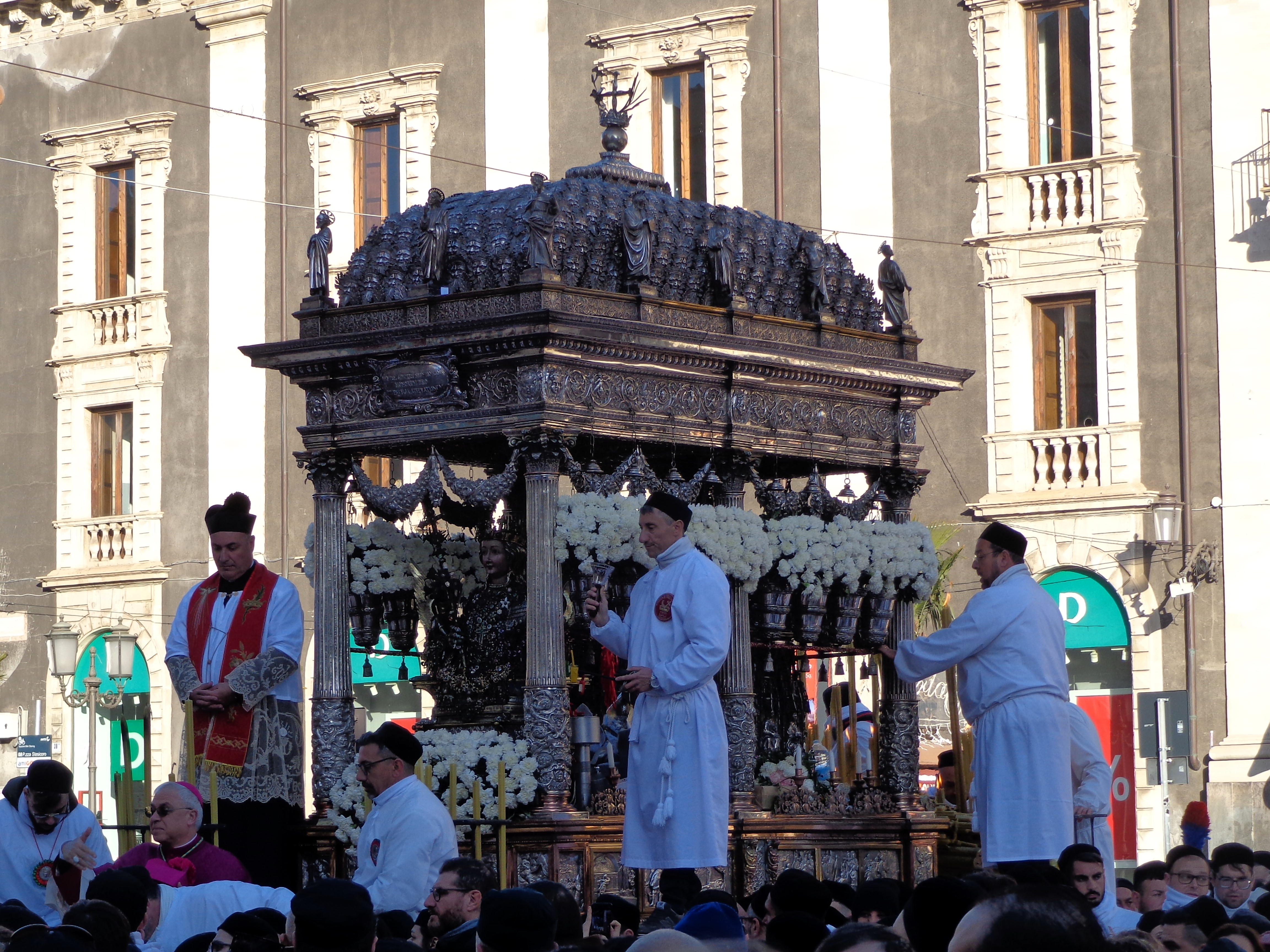
Fercolo di Sant'Agata durante le fasi finali del giro interno (6 febbraio)

Il fercolo di sant'Agata (in siciliano “a vara”) prima del 1518 era verosimilmente costituito da una piccola struttura a baldacchino in legno dorato (menzionata in alcuni documenti d’archivio e probabilmente venduta alla città di Alcara li Fusi dopo il completamento del nuovo fercolo cinquecentesco).
Il fercolo attuale, che trasporta il busto reliquiario della santa catanese e lo scrigno durante le processioni del 4 e 5 febbraio, è un capolavoro di oreficeria rinascimentale realizzato nel 1518 dall'orafo Vincenzo Archifel (operante a Catania dal 1486 al 1533). Esso ha la forma di un grande tempietto a pianta rettangolare, realizzato in argento massiccio con un’anima in legno e coperto da una cupola a padiglione (anch'essa rettangolare) sorretta da sei colonne corinzie. La macchina processionale è finemente cesellata e ornata, tutt’intorno al padiglione sommitale, da dodici statue raffiguranti gli apostoli. Si muove su quattro rulli cilindrici in acciaio (con battistrada in gomma piena) e viene trainata per tutto il tragitto del 4, 5 e 6 febbraio da decine di migliaia “cittadini” (tutti vestiti con il caratteristico sacco bianco) tramite due cordoni lunghi entrambi circa 130 metri, al cui capo sono poi collegate quattro maniglie. Ogni cordone presenta in testa un sistema di quattro corde con maniglia che permette di tenerlo costantemente in tensione.
Dall'addobbo floreale della vara si può desumere il giorno della processione. Infatti, i fiori che ornano il fercolo, sempre garofani, sono di colore rosa - simbolo del sangue e del supplizio del martirio - durante il giro esterno del 4 febbraio e di colore bianco - segno di purezza, fede e rinascita - durante il giro interno del 5 febbraio, che commemora la nascita al cielo della santa.
In realtà, il fercolo che oggi devoti e visitatori ammirano non è quello originale, quasi interamente distrutto dai bombardamenti alleati del 17 aprile 1943, che colpirono la Casa Vara (nella quale il fercolo era ed è tuttora custodito). La macchina processionale fu ricostruita nel 1946, in forma identica all'originale, da Giuseppe Barresi facendo uso dei frammenti sopravvissuti, come pure di disegni, fotografie e filmati che ritraevano il fercolo ormai irrimediabilmente perduto. La ricostruzione si avvalse anche dei rilievi effettuati sul pregevole fercolo argenteo di Sant'Alfio custodito nella vicina città di Lentini, realizzato tra il 1852 e il 1854 dall'argentiere etneo Emanuele Puglisi su modello della vara originale della Santa catanese. Il nuovo fercolo si poté utilizzare soltanto dall'edizione 1947 della festa. Per la festa del 1946 - che tra l'altro fu l'ultima sotto lo stemma sabaudo - i catanesi chiesero l'aiuto dei paesi vicini perché uno di essi prestasse a Catania un fercolo in grado di portare in trionfo le reliquie di Sant'Agata. Fu così che Acicastello - che già nella storia del culto agatino era ricordata come luogo in cui le reliquie della martire ritornarono in patria il 17 agosto 1126 - diede in prestito ai Catanesi la vara di San Mauro, gesto che rinsaldò il rapporto fra le due città.

### Le Candelore

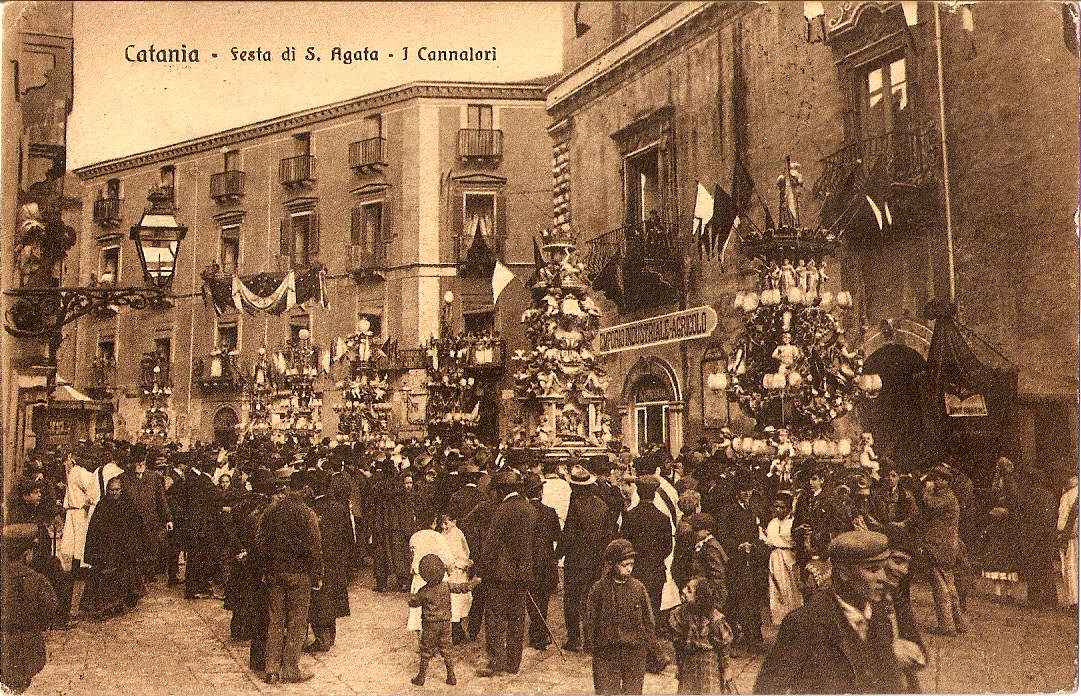
Prucissiuni dê cannalori nell'odierna via Michele Rapisardi (piazza V. Bellini) per la festa di Sant'Agata nel 1915.

Molto antica è la tradizione delle "candelore" o "cerei" (in siciliano, cannalori). Esse rappresentano le corporazioni delle arti e dei mestieri, i quartieri della città o le associazioni di devoti.
In principio, forse già nel XV secolo erano quasi dei carri allegorici, cambiavano foggia ogni anno e in alcuni periodi superavano le trenta unità. La loro funzione era quella di illuminare il percorso della processione.
Nel tempo, sono diventate delle vere e proprie opere d'arte: grandi costruzioni in legno riccamente scolpite e dorate in superficie, realizzate prevalentemente nello stile del barocco siciliano, contenenti al centro un grosso cereo e sormontate da un'ampolla di vetro o da una ricca corona di fiori.
Hanno altezze diverse ed il loro peso oscilla fra i 400 ed i 900 kg. Vengono portate a spalla da un gruppo costituito da 4 a 12 uomini (a seconda della stazza e del peso di ciascuna candelora). La tipica andatura caracollante, molto caratteristica, è detta “a ’nnacata”.
Il numero di candelore è variato nel corso dei secoli, stabilizzandosi poi a undici in epoca moderna. Tuttavia, nel nuovo millennio se ne sono aggiunte di nuove: nel 2012 c'è stato l'ingresso del "Cereo del Villaggio S. Agata"; nel 2018 quello del "Cereo dei Mastri Artigiani"; nel 2023 quello del "Cereo dei Devoti di S. Agata"; nel 2024 quello del "Cereo dall'associazione Luigi Maina" (storico cerimoniere della festa) dedicato a S. Agata. Pertanto, le candelore che attualmente prendono parte alle festività agatine sono quindici.
I cerei iniziano a girare per la città individualmente già a gennaio, recandosi generalmente presso le botteghe delle corporazioni o dei quartieri a cui appartengono. In queste occasioni, ciascuna candelora è scortata da una piccola banda che suona allegre marcette e hit musicali del momento, conferendo allegria e folclore al proprio passaggio per le vie della città.
Al mattino del 3 febbraio, tutte le candelore convergono in piazza Duomo. Da quel momento, prendono parte alle processioni ufficiali del 3, 4, 5 e 12 febbraio senza accompagnamento musicale e rispettando un ordine ben codificato.

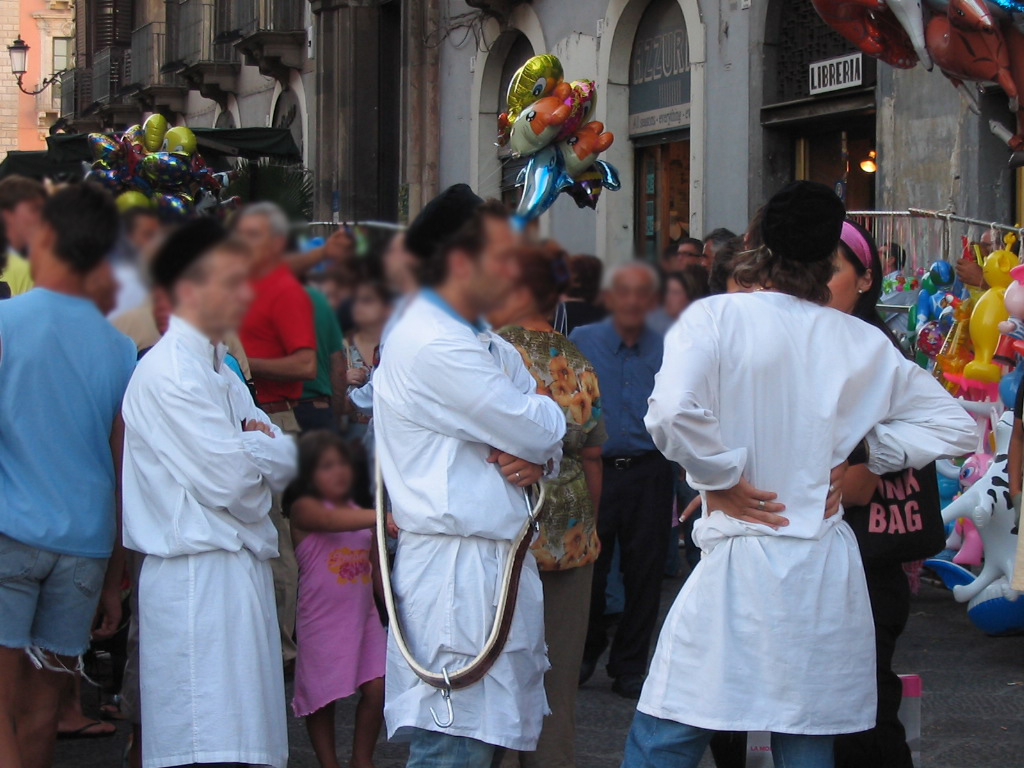
I cittadini col sacco bianco.

### L'abbigliamento deicittadini
I devoti che trainano il fercolo vestono un saio di cotone bianco detto "sacco" (in siciliano, saccu), un copricapo di velluto nero detto scuzzitta, un cordone monastico bianco intorno alla vita, dei guanti bianchi ed un fazzoletto, anch'esso bianco, che viene agitato al grido «Semu tutti divoti, tutti. Cittadini, cittadini! Viva sant'Àjita!».
L'origine e il significato di questo saio bianco sono molto dibattuti. Alcuni li fanno risalire al fatto che nel 1126 al ritorno delle spoglie della santa a Catania, la cui notizia si sparse durante la notte, il popolo si riversò per le strade in camicia da notte. Questa versione, tuttavia, si scontra con altre versioni storiche, soprattutto quella che fa risalire l'abito bianco all'antico culto della dea Cerere.

Probabilmente nessuna di queste ipotesi è quella vera, e occorre dar conto alle testimonianze di alcuni cronisti del tempo. Nel XVI secolo la vara veniva trasportata dagli ignudi. Nel seicento, Pietro Carrera scriveva quanto secondo lui era accaduto la notte del 17 agosto 1126: 
(Pietro Carrera)
Ma lo stesso Carrera ci dice che ai suoi tempi i portatori indossavano un camice di stoffa bianca che arrivava fino alle ginocchia e avevano le gambe nude e i piedi scalzi. Evidentemente questa usanza si è andata evolvendo nei secoli fino ad arrivare all'abbigliamento odierno.

### L'illuminazione artistica

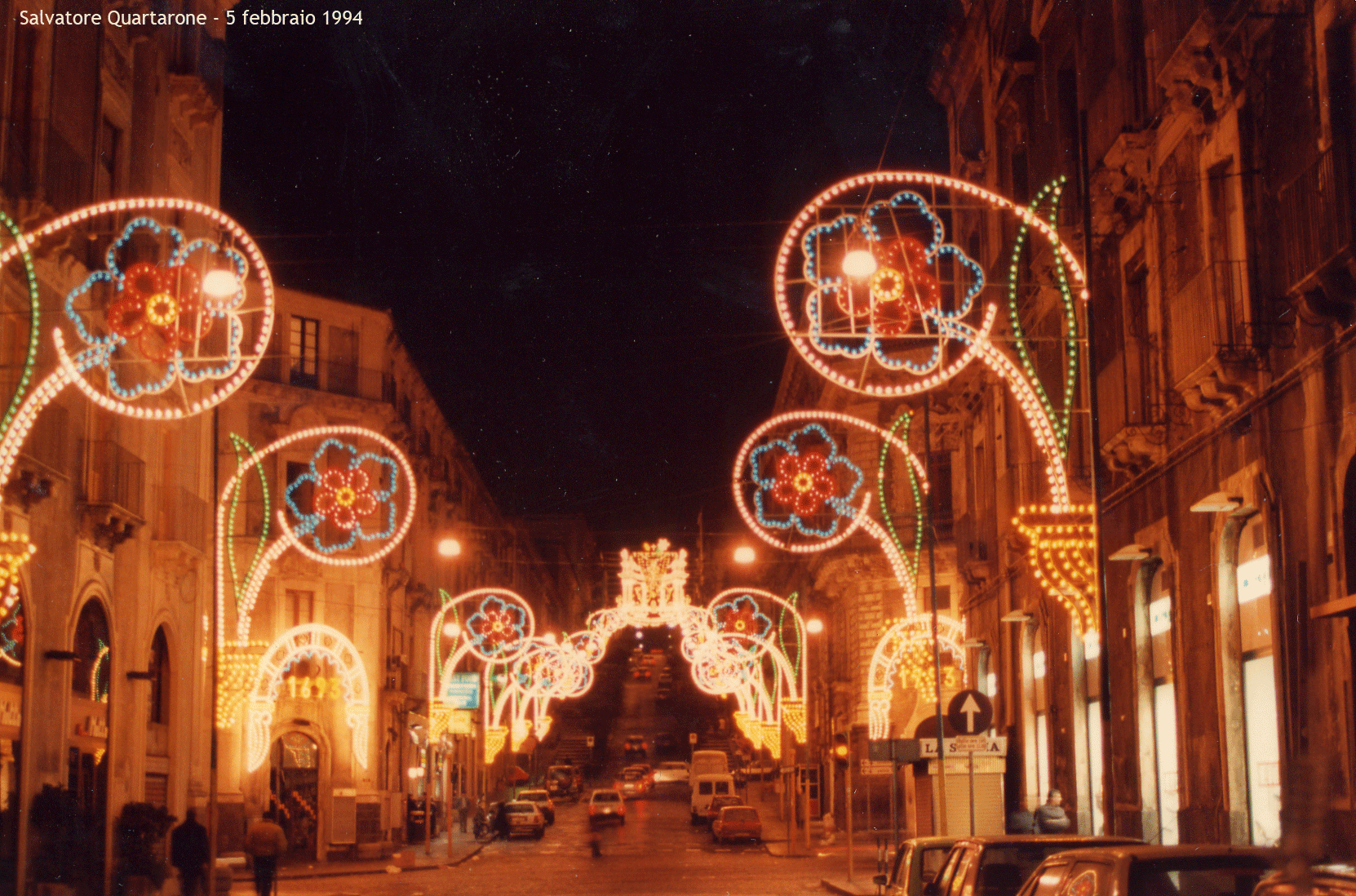
La salita Di Sangiuliano illuminata.

In tutte le strade principali del centro storico di Catania vengono approntate delle illuminazioni artistiche che danno una particolare luce di festa a tutta la città. Tutti gli anni vengono variati i motivi ornamentali ma l'effetto è sempre molto coinvolgente e suggestivo.
Il culmine di queste luci si ha alla sommità di via Di Sangiuliano, dove viene realizzato un enorme pannello, largo quanto tutta la strada, che, come un grande mosaico di luci colorate, raffigura una scena della vita di sant'Agata. Esso, per le sue dimensioni, è visibile da lontano e rappresenta un grande affresco sullo sfondo del cielo stellato. Il tema di tale fondale cambia tutti gli anni e rappresenta come una storia a puntate della epopea di sant'Ajituzza, vezzeggiativo con cui è chiamata dai catanesi la vergine e martire Agata.

## Le cerimonie religiose

### 3 febbraio - La processione dell'offerta della cera

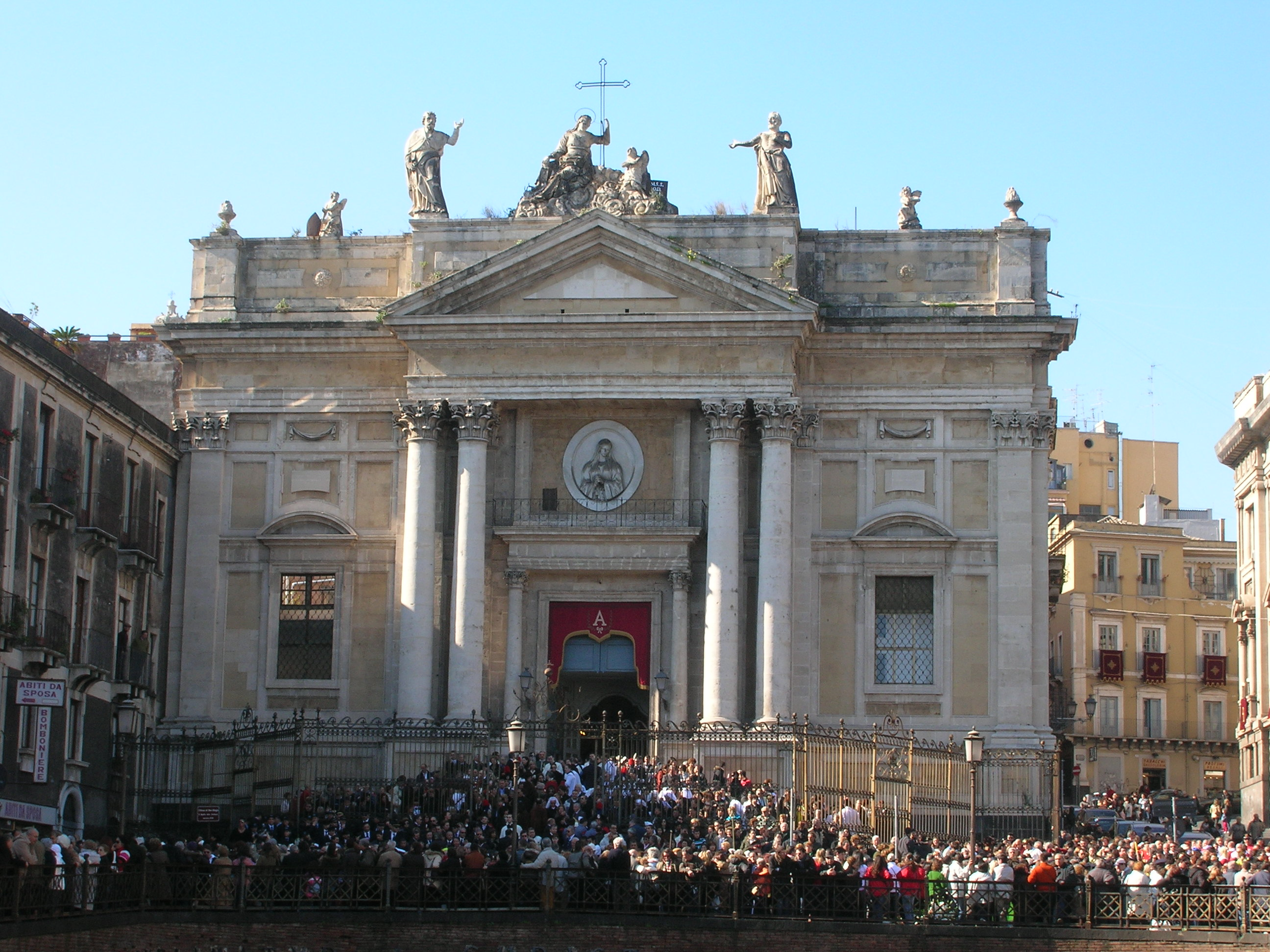
La chiesa di sant'Agata la fornace dalla quale parte la processione per l'offerta della cera a sant'Agata.

Il giorno 3 febbraio si ha l'inizio dei festeggiamenti religiosi con la processione dell'offerta della cera a sant'Agata, detta anticamente la processione della luminaria. La processione, alla quale partecipano il clero, le autorità cittadine con in testa il sindaco e la giunta comunale, gli antichi ordini militari e cavallereschi, parte dalla Chiesa di Sant'Agata alla Fornace in piazza Stesicoro, detta a carcareḍḍa, ovvero la fornace in cui sarebbe stata martirizzata sant'Agata, per raggiungere, attraverso la via Etnea e piazza Duomo, la Cattedrale di sant'Agata.
La processione ha inizio con la sfilata in corteo delle quindici cannalori, questa volta non seguite dalla banda. Seguono l'arcivescovo metropolita, i capitoli delle basiliche Cattedrale e Collegiata, il sindaco con la giunta comunale, autorità civili e militari oltre al clero dell'arcidiocesi. Il sindaco si reca alla chiesa di San Biagio su di una carrozza settecentesca del Senato catanese assieme ad alcuni membri della giunta mentre altre autorità prendono posto in una seconda carrozza più piccola. Da alcuni anni le due carrozze sono esposte in permanenza nell'atrio del Palazzo degli Elefanti, la sede del municipio di Catania.

### 4 febbraio - Il giro esterno della città

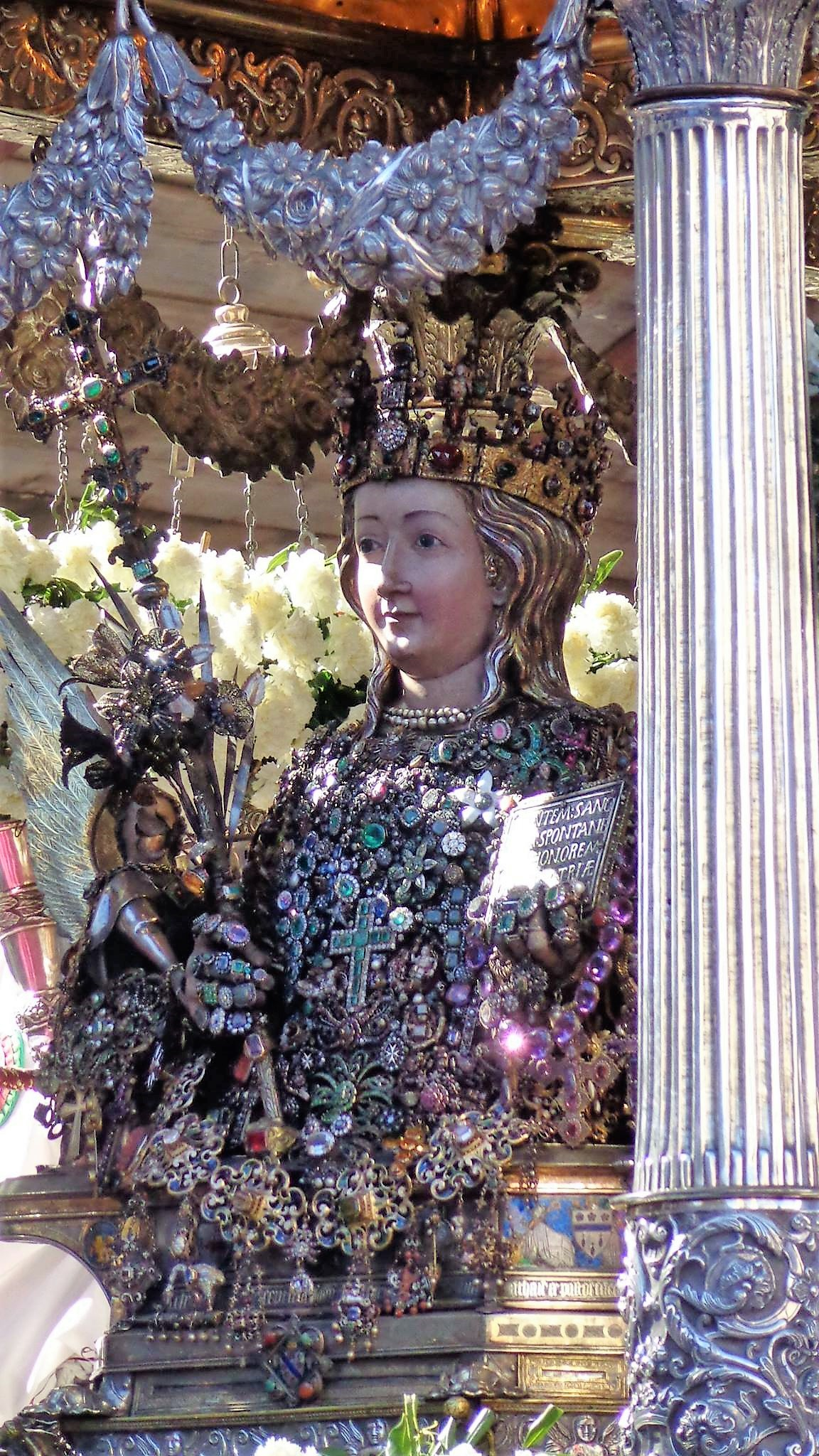
Dettaglio.

I festeggiamenti del giorno 4 hanno inizio con la messa dell'aurora. Essa rappresenta la prima funzione religiosa in onore della santa e anche il primo incontro fra la santa e i suoi devoti. Fino ai primi anni 2000, il portone della cattedrale veniva violentemente spalancato intorno alle 4 del mattino dalla calca dei fedeli che, con il camice bianco, invadevano le navate correndo freneticamente verso il sacello di sant'Agata, il piccolo vano - chiamato affettuosamente dai catanesi ‘a cammaredda (“la cameretta”) - ubicato all’interno della cappella della santa, nell'abside destra della Cattedrale. Questa usanza si ripete oggi in modo più composto, con l’apertura della Cattedrale anticipata alle 2 del mattino e gli accessi parzialmente contingentati dalle misure antiterroristiche. Sono momenti caratterizzati da un'attesa spasmodica, durante i quali i devoti esprimono tutta la loro devozione con grida e canti. Una volta arrivate in Cattedrale le autorità comunali ed ecclesiastiche che custodiscono le chiavi della porta aurea del sacello, si procede all'apertura dello stesso, potendo così assistere allo svelamento, nell'ordine, del mezzobusto reliquiario e dello scrigno. Dopo una breve attesa, sant'Agata si mostra infine all'intera folla di fedeli, varcando i cancelli in ferro battuto dell'abside destra e rivolgendo idealmente lo sguardo prima alla navata destra e poi a quella centrale. La scena è toccante e suggestiva, con migliaia e migliaia “cittatini” (“cittadini", come si definiscono i devoti della santa) che sventolano in aria i loro fazzoletti bianchi ed esplodono nell'urlo:

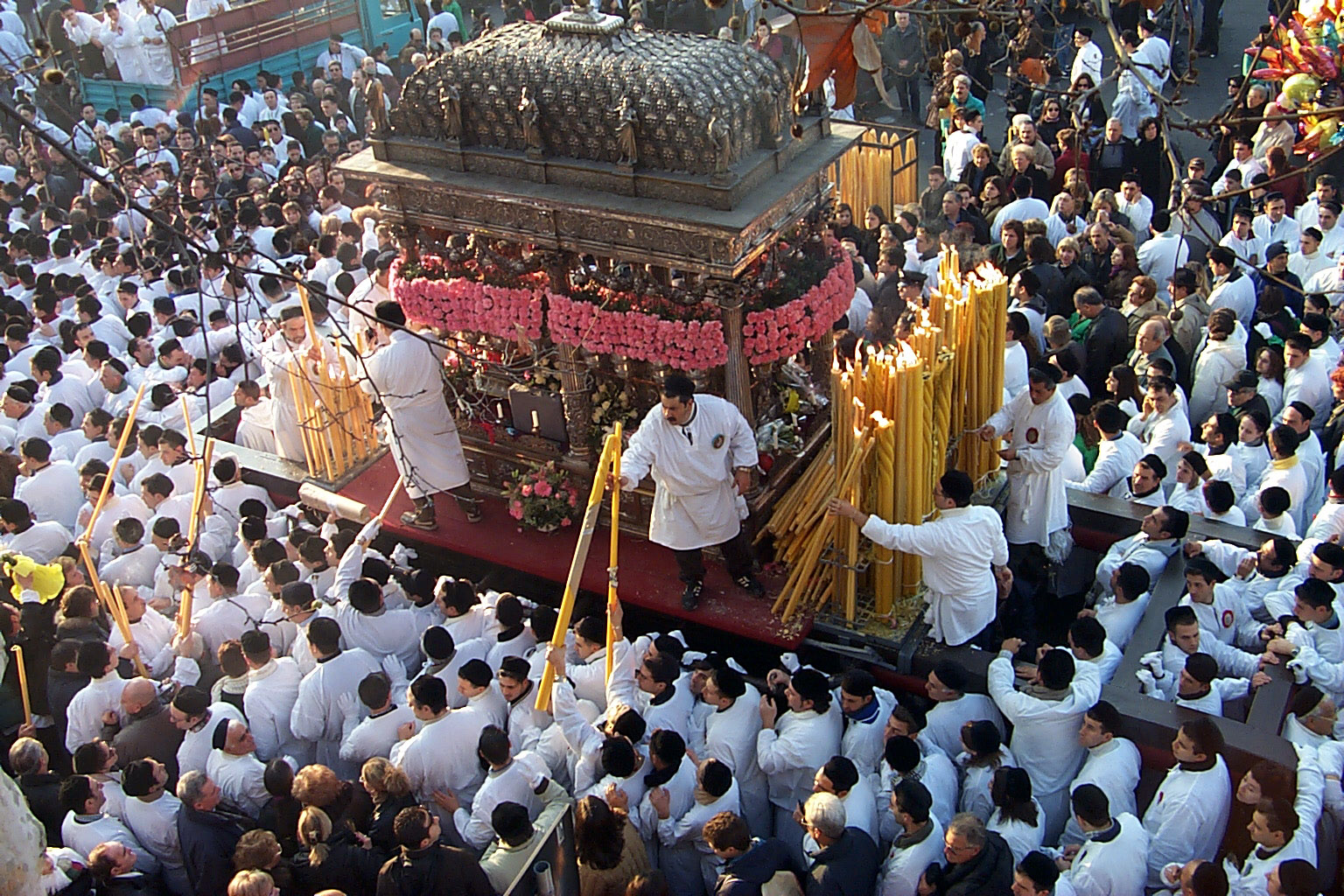
Il fercolo argenteo di sant'Agata la mattina del 4 febbraio inizia il giro esterno della città.

Il mezzobusto contenente le reliquie è posto sull'altare maggiore e ha inizio la messa detta dell'aurora, celebrata dall'arcivescovo. Sono le ore 06:00.
Durante il tragitto del busto reliquiario dal sacello all'altare maggiore, viene intonato l'inno di sant'Agata:
Rifulgente di luce divina

Inneggiamo alla grande eroina

Presso l'ara cosparsa di fior

Anelante di palpiti sacri

Si diffonda la gioia nel cielo

Ed all'ombra del mistico velo

Sorga l'inno festoso dei cuor
Tu che splendi in paradiso
Coronata di vittoria
O sant'Agata la gloria
Per noi prega, prega di lassù
Esultante nei duri tormenti

Luminosa nel carcere oscuro

Ella affronta con animo puro

Le minacce di un uomo crudel

Non ascolta le vane lusinghe

Le promesse di un sogno radioso

Vince il fuoco e del cielo armonioso

L'innamora l'eterno splendor
Tu che splendi in paradiso
Coronata di vittoria
O sant'Agata la gloria
Per noi prega, prega di lassù
Per i secoli vola il Suo nome

E risuona pei monti e sul mare

Circonfuso di sole è l'altare

Il suo corpo conserva fedel

Su! leviam cittadini l'evviva

Al valor centenario possente

Di colei che pregava morente

Il signor della vita immortal
Tu che splendi in paradiso
Coronata di vittoria
O sant'Agata la gloria
Per noi prega, prega di lassù»
(A. Corsaro - L. Licciardello)
Frattanto, la vara viene prelevata dai locali del Museo diocesano in cui viene custodita durante l'anno e viene posizionata sul sagrato della Cattedrale, in attesa dell'imminente inizio della processione. Alla fine della messa, Sant'Agata viene portata in trionfo all'esterno della chiesa fino al fercolo, salutata da fuochi d'artificio e preceduta dalle cannalori. Ha dunque inizio il giro esterno della città. Prima che il corteo lasci Piazza Duomo, il parroco della Cattedrale sale sul fercolo e pronuncia un breve discorso, con il quale affida simbolicamente alla popolazione etnea le reliquie di sant'Agata. La prima parte del percorso si snoda uscendo da Porta Uzeda verso gli archi della marina. In corrispondenza di quest'area, fino XIX secolo, il mare arrivava fin sotto i bastioni delle mura di Carlo V. La processione prosegue lungo via Dusmet costeggiando il tracciato delle mura cinquecentesche. Qui fino agli anni settanta avveniva un lancio di fettucce colorate da parte dei seminaristi; i platani sottostanti, spogli di foglie data la stagione, si rivestivano così di nastri colorati.
Il fercolo prosegue per le altre strade del giro, esterno alle antica mura della città, secondo un tracciato percorso in senso antiorario, sempre accompagnato da due ali di folla. Nel corso del giro effettua una sosta in piazza Carlo Alberto davanti al Santuario della Madonna del Carmine, durante la quale la Patrona riceve l'omaggio del Terz'Ordine Carmelitano. Il giro esterno raggiunge poi la piazza Stesicoro dove si trovano i luoghi che ricordano il martirio di sant'Agata. Qui infatti sorgono, a breve distanza l’una dall’altra, la Chiesa di Sant'Agata al Carcere (in cui, secondo la tradizione, sorgono i resti della prigione romana in cui in cui la vergine Agata fu rinchiusa ed esalò l’ultimo respiro) e la Chiesa di Sant'Agata alla Fornace (in cui la santa subì il martirio dei carboni ardenti). In piazza Stesicoro segue una breve sosta, durante la quale l'Arcivescovo Metropolita di Catania sale sul fercolo per proferire il suo tradizionale messaggio alla città di Catania. Segue uno dei momenti più intensi della festa: lungo la ripida 'cchianata dê Cappuccini, il fercolo di sant'Agata viene trainato a passo sostenuto fino al culmine della stessa tra due ali di folla, giungendo così dinanzi alla Chiesa di san Domenico, nell'omonima piazza. Fino ai primi anni 2000, la salita veniva effettuata di corsa.
Raggiunta la Chiesa di Sant'Agata la Vetere, la prima cattedrale di Catania, il fercolo sosta al suo interno per alcune ore. Verso sera, dopo la celebrazione dei vespri e dell'eucaristia all’interno della chiesa, il giro esterno riprende attraverso i quartieri dell'Antico Corso, dei cappuccini, dô furtinu, di san Cristoforo e degli Angeli custodi, per rientrare in cattedrale, alle prime luci dell'alba o, più spesso, la mattina del giorno 5 intorno alle 9:00, dando luogo a spettacoli di fuochi pirotecnici.

### 5 febbraio - Il giro interno

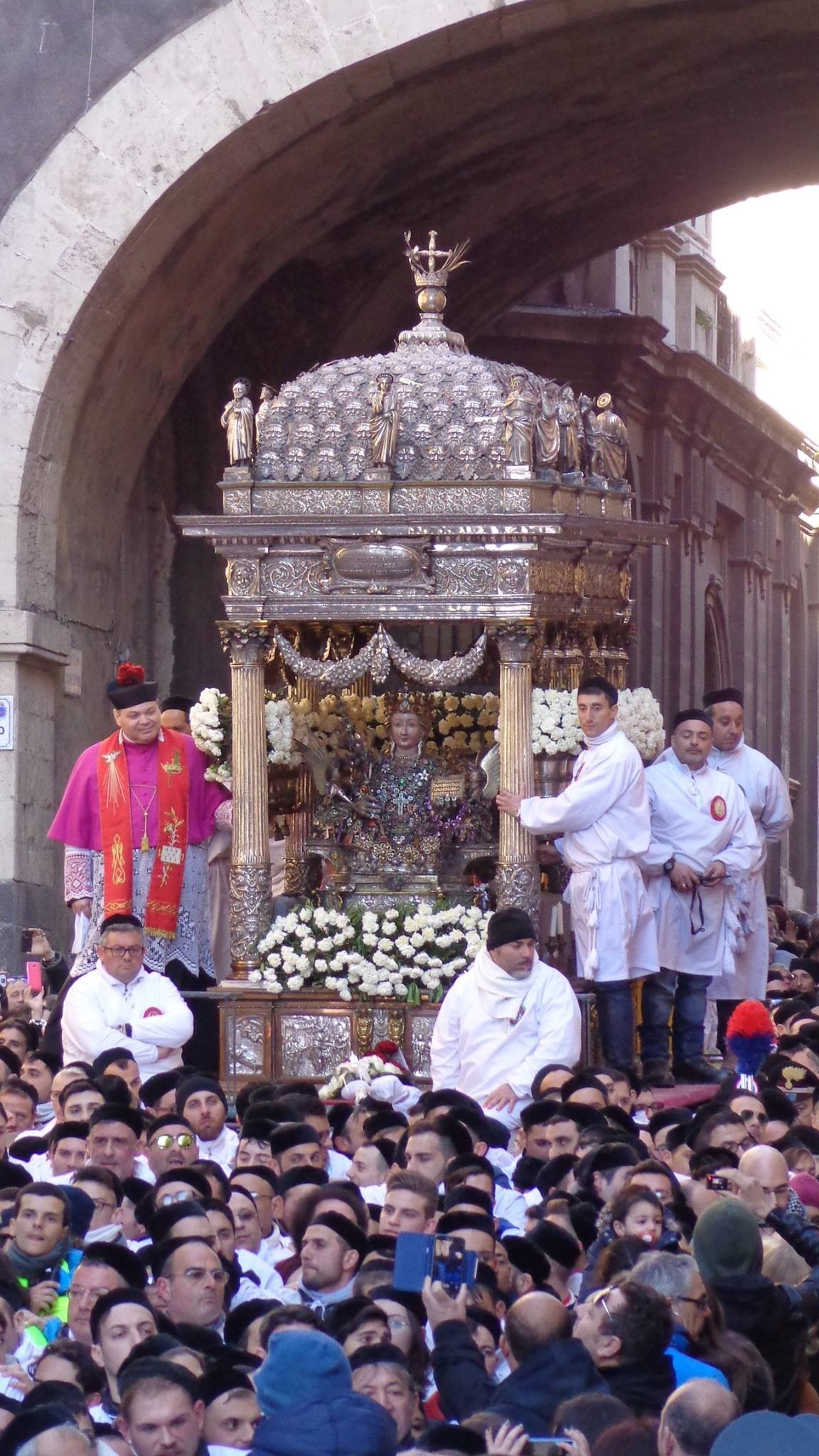
Passaggio del fercolo di Sant'Agata sotto l'Arco di San Benedetto la mattina del 6 febbraio, al termine del giro interno

Il 5 febbraio, giorno della solennità di Sant’Agata, si apre con il pontificale, concelebrato dai vescovi di tutta la Sicilia, in presenza del legato pontificio che è solitamente un cardinale. Partecipano il clero catanese al completo, le autorità civili e militari ed il popolo dei fedeli. Nel pomeriggio, poco dopo le 17, ha inizio il giro interno della città. Il fercolo percorre la via Etnea fino al Giardino Bellini, per deviare poi in via Caronda che percorre fino ad arrivare in piazza Cavour o, come dicono i catanesi, ‘u burgu dove, davanti alla Chiesa di Sant'Agata al Borgo, ha luogo uno spettacolo pirotecnico.
Alla fine la processione scende, lungo la via Etnea, verso la cattedrale fino ai Quattro canti dove gira a destra per effettuare di corsa a 'cchianata 'i Sangiulianu. In passato la vara veniva trainata di corsa dai cittadini, lungo la via Di Sangiuliano, fino a raggiungere la sommità della salita fra due ali di folla plaudente. Dopo un incidente mortale avvenuto nei primi anni del XXI secolo, nel quale perse la vita un giovane, la salita viene fatta velocemente ma non più di corsa per motivi precauzionali. Per via dei Crociferi, la più bella strada barocca di Catania, il fercolo si avvia verso la
cattedrale. Viene effettuata l'ultima sosta davanti al monastero delle suore benedettine di clausura che, da dietro i cancelli del sagrato della chiesa di San Benedetto, intonano dei canti in onore della patrona. Il fercolo raggiunge quindi piazza Mazzini, svolta a sinistra e, lungo via Garibaldi, fa rientro in cattedrale nella tarda mattinata del 6 febbraio. Se un tempo la processione si concludeva alle prime luci dell'alba, oggi si protrae fino alle 11-12.

## La festa del 17 agosto
Questa festa è forse la più antica nel tempo, in quanto si rifà ai festeggiamenti spontanei che si verificarono nella notte del 17 agosto 1126 quando le spoglie della santa martire catanese vennero riportate a Catania da Costantinopoli, dai due soldati Gilberto e Goselmo.
La festa si svolge in maniera ridotta rispetto ai grandiosi festeggiamenti di febbraio, ma attira comunque nel centro storico migliaia di fedeli, turisti e curiosi. Oltre alla messa in onore di Sant'Agata, nel tardo pomeriggio si svolge una breve processione con lo scrigno contenente le reliquie e il mezzobusto reliquiario, nei dintorni della Cattedrale, in Via Dusmet procedendo per Piazza San Placido e facendo ritorno in chiesa per Via Vittorio Emanuele con straordinari giochi pirotecnici in un'area riservata al Porto di Catania e, cosa molto particolare, sul tetto della chiesa di San Placido.

## Altre manifestazioni

### A sira ô tri

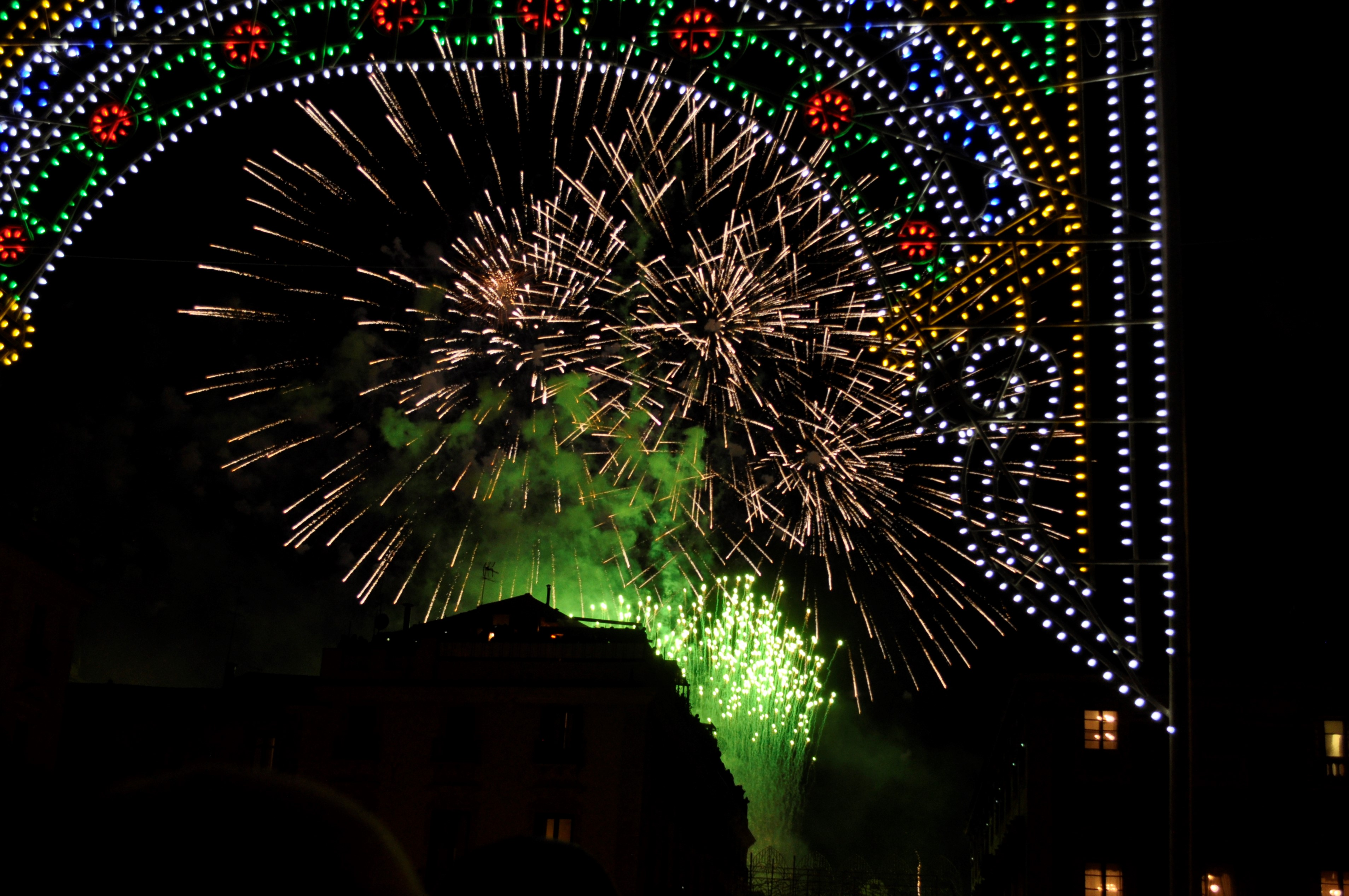
Fuochi pirotecnici della A sira ‘ô tri.

La sera del 3 di febbraio (nota come a sira ‘ô tri) si svolge in piazza del Duomo, davanti alla Cattedrale, un concerto lirico-sinfonico, il quale prevede l'esecuzione della Cantata in onore di sant'Agata e di alcuni fra i pezzi operistici più famosi al mondo. A questo concerto partecipa una banda musicale o un'orchestra di fiati con un coro cittadino. La Cantata (provvista di tre brani: "Lo ionico mare", "Preghiera" e "Cabaletta") è stata composta tra la fine dell'Ottocento e l'inizio del secolo scorso dal musicista catanese Michele Giarrusso. In passato vi era una tradizione, secondo la quale la città nei giorni della festa si divideva in partiti (come accade anche oggi in alcuni paesi), che prendevano nome di San Nicola (corrispondente all'Antico Corso), Santa Chiara (corrispondente al Castello), San Gaetano (corrispondente alla Civita) e Santa Nicolella (corrispondente alla Collegiata), ognuno dei quali la sera del 3 eseguiva sul palco la propria Cantata dedicata alla "santuzza", esecuzione accompagnata da uno strumento (che solitamente era il trombone). Questa usanza è andata ormai perduta, ma in compenso ha lasciato il posto a un'esibizione molto sentita dal popolo etneo. Davanti ad una folla festante questo rappresenta un momento di omaggio alla vergine catanese. Alla fine del concerto ha luogo uno spettacolo piromusicale che per durata e bellezza non ha eguali. A questo proposito quando si vuol citare un evento fuori dal comune, i catanesi dicono «mancu a sira ‘ô tri» ("nemmeno la sera del tre") ad indicare la grandiosità dell'evento. Una grandiosità di certo cambiata, non tanto per le novità tecnologiche, quanto per la riduzione dei botti dal punto di vista propriamente "uditivo", poiché era tradizione fino a qualche decennio a questa parte che durante la festa si sparassero i cosiddetti "masculara", dal calibro notoriamente più grande rispetto a quelli moderni, che invece sostituiscono il rumore assordante con uno spettacolo di luci, colori e suoni dal sapore prettamente mediterraneo.

### Sport
Il pomeriggio del 3 febbraio, nelle strade del centro storico di Catania ha luogo il Trofeo Sant'Agata, un giro podistico sulla distanza di 10.000 m che nel corso degli anni ha assunto una notevole importanza in campo internazionale. La gara ha spesso laureato come vincitori atleti che avrebbero poi vinto grandi manifestazioni internazionali.
In passato si disputavano gare di altri sport, tra cui il calcio. Ne fu protagonista l'Unione Sportiva Catanese, che negli anni venti organizzava ogni anno una partita (di solito contro squadre messinesi) in cui veniva messo in palio il Trofeo. Nel 1992 il Catania tentò di riproporre l'evento, ma lo scarso interesse del pubblico fece desistere gli organizzatori.

### La fiera di sant'Agata
La fiera di sant'Agata risale a molti secoli addietro quando dava l'avvio ai festeggiamenti agatini con un grande mercato che si rifaceva alle tradizioni delle fiere medioevali quando re e principi concedevano l'esenzione da dazi e gabelle, indulti ai condannati e concessioni di giochi non consentiti nel corso dell'anno. Era visitata da un notevole numero di persone che venivano attratte, oltre che dalla festa, dalla possibilità di fare acquisti a prezzi più bassi.
Ai giorni nostri la fiera di sant'Agata è un grande mercato all'aperto che si svolge durante i festeggiamenti alla santa patrona catanese. Rimane aperta per circa otto giorni durante i quali accoglie i visitatori fino a notte fonda. Nel corso degli anni ha cambiato aspetto e sede (di solito si svolgeva al Giardino Bellini), mantenendo comunque il suo aspetto di calda allegria apportata da grandi e piccoli visitatori.

### Festeggiamenti negli anni sessanta
Negli anni sessanta era famoso il concerto, che si teneva nel piazzale centrale del Giardino Bellini, nel quale un complesso bandistico composto da tre grandi bande militari scelte, di volta in volta fra quelle dei (Carabinieri, Polizia di Stato, Guardia di Finanza, Esercito, Marina e Aeronautica), eseguiva musiche operistiche e marce alla presenza di circa cinquantamila spettatori. Il complesso bandistico, composto da oltre 300 elementi, veniva diretto, a turno, dai direttori delle singole bande.

## Curiosità

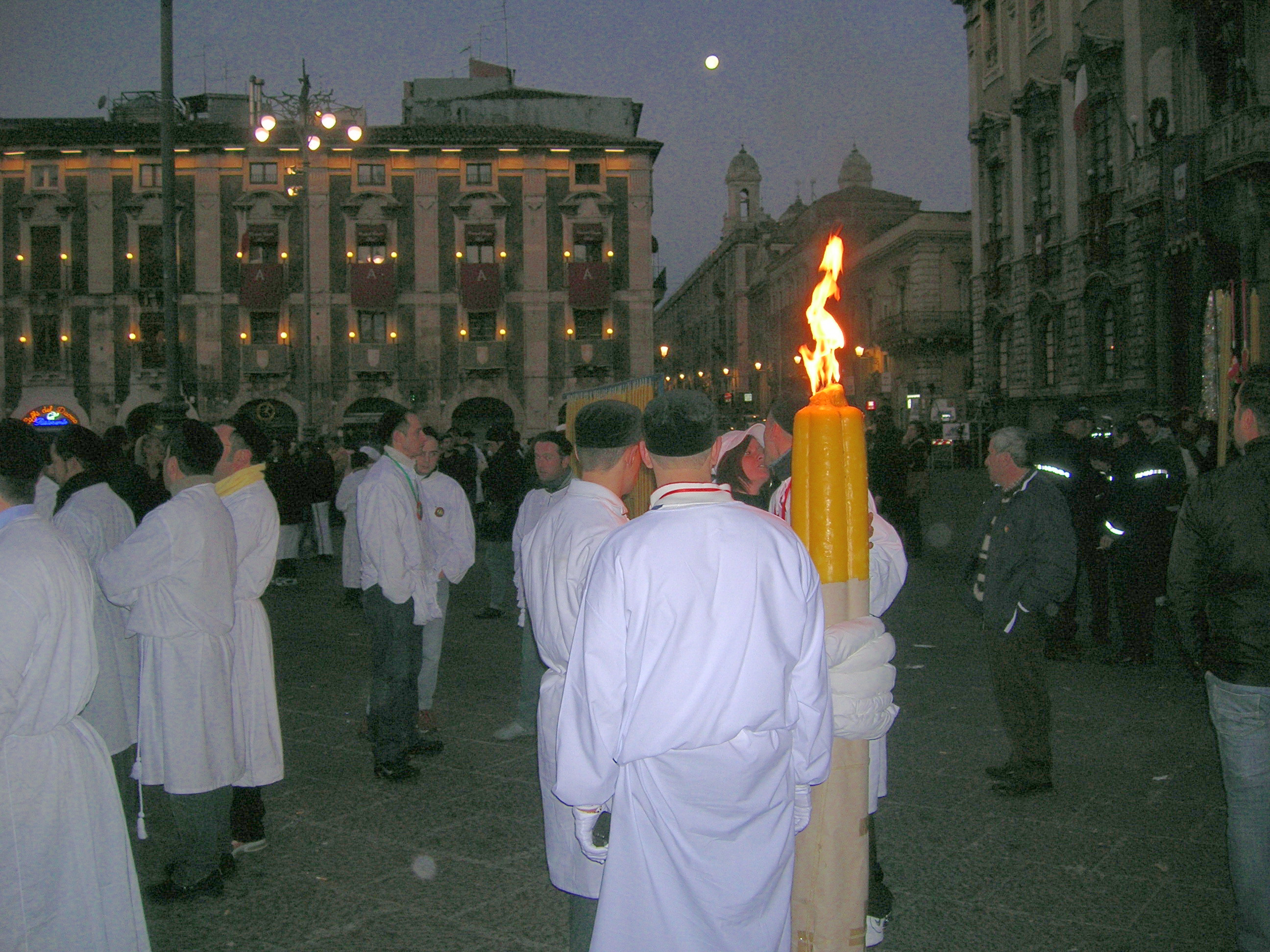
Cero votivo portato da devoti come offerta a sant'Agata.

- Molti anni fa, quando la processione passava per il Castello Ursino, il fercolo con il busto e lo scrigno contenenti le reliquie sostavano a tarda sera e per la durata della notte all'interno del castello normanno, in un'occasione dei ladri maldestri, chiamati in lingua siciliana "i vastasi" entrarono per trafugare lo scrigno derubandolo dei preziosi ex voto. Nell'articolare questa delinquenza fecero cadere il busto che solo per un miracolo rimase pressoché intatto.
- Nel 1890 la vara di sant'Agata subì una visita da parte dei ladri che asportarono le dodici statue degli apostoli, in argento massiccio, ed altri elementi decorativi che fu facile smontare. Il furto fu perpetrato da un gruppo di 25 malfattori che agirono per oltre tre mesi con la complicità del Canonico Di Maggio.[44]
- Dal 1991 (tranne per un anno) la festa di sant'Agata viene trasmessa in diretta da Antenna Sicilia fino a quasi mezzanotte, commentata da Salvo La Rosa. Nel 2011, per la prima volta, la stessa diretta è andata in onda sul satellite, nei canali Taxi Channel, Rete Oro e Wanted TV. Negli anni successivi le dirette della festa di Sant'Agata sono state realizzate da altre emittenti tv regionali come Telecolor, da Video Mediterraneo a Video Regione, da Ultima Tv a Tgs.
- Nel 2004 la processione fu funestata da un incidente mortale causato dalla caduta di tanti fedeli che seguivano il fercolo. Un giovane di 21 anni, Roberto Calì, morì per lo spappolamento del fegato. Nell'incidente rimasero feriti anche venti fedeli per fratture, traumi e contusioni.
- Nel 2011 è stato registrato il record di durata dei festeggiamenti. Il busto della Santa è rientrato in Cattedrale alle 12.45 circa del 6 febbraio, con largo ritardo rispetto alle previsioni. Inoltre per motivi di sicurezza e per la prima volta nella storia il busto è stato posizionato sul tronetto al centro del presbiterio, anziché nella sua cappella, in occasione di una messa straordinaria. Il record di durata dei festeggiamenti del 2011 è stato eguagliato anche nell’edizione del 2023.
- Nel 2012, il capovara decide di evitare, per questioni di sicurezza, la salita della Santa dalla via Antonino Di Sangiuliano, resa scivolosa dalla pioggia durata tutta la notte. L'ordine non piace a tutti e genera malcontento tra alcuni gruppi di fedeli, agitazione che durerà anche al rientro anticipato della Santa nella Cattedrale. I fedeli “ribelli” tenteranno di ostacolare fino alla fine il suo ingresso alla cappella che la custodisce.

## Feste sospese
In tempi recenti, per ben quattro volte, la festa di sant'Agata è stata sospesa a seguito di avvenimenti che hanno colpito la sensibilità popolare.
Nel 1991, a seguito dell'invasione dell'Iraq (Prima guerra del golfo), venne deciso di non effettuare la festa e le uniche manifestazioni furono le funzioni religiose in onore di sant'Agata. Davanti alla delusione e alle proteste dei catanesi l'arcivescovo Luigi Bommarito decise di permettere il 4 febbraio una breve processione del busto reliquiario, portato a spalla, nel tratto di via Etnea da Piazza Duomo a Piazza Stesicoro.
Nel 2007, a seguito degli incidenti scoppiati al termine della partita di calcio di serie A Catania-Palermo svoltasi il 2 febbraio, veniva ucciso l'ispettore capo della Polizia di Stato, Filippo Raciti. A seguito di questo fatto, le autorità cittadine e l'arcivescovo di Catania, decisero di effettuare la festa apportando alcune modifiche in segno di lutto: tutte le manifestazioni extra religiose (illuminazione, candelore, carrozze del Senato, fuochi artificiali e Trofeo sant'Agata podistico) vennero annullate.
Nel 2020 la festa estiva del 17 agosto è stata annullata a causa della pandemia di COVID-19. A seguito di ciò sono state annullate anche le processioni religiose del mese di febbraio per gli anni 2021 e 2022.

## Tradizioni culinarie

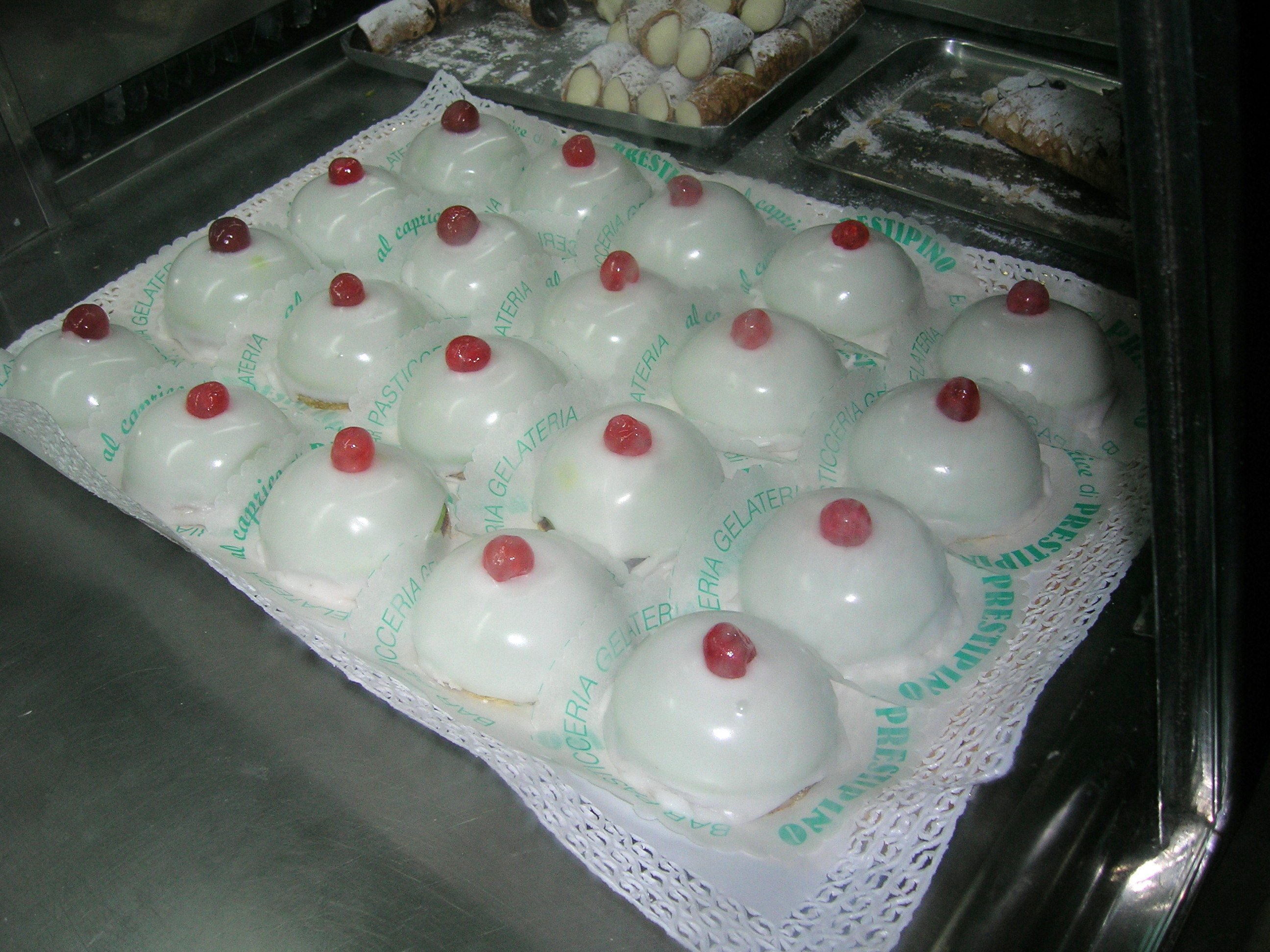
Le cassatelle di sant'Agata.

Non possono mancare, in periodo di festa per la Santa catanese, i dolci legati alla tradizione della santa catanese: oltre alla calia e simenza (ceci secchi, semi di zucca, arachidi), presente in ogni festa a Catania, vengono realizzati per la ricorrenza alcuni dolciumi che hanno un riferimento a sant'Agata, come i cassateddi di sant'Aita e le alivetti (pasta di zucchero fragrante di colore verde a forma di olive). Si tratta di dolci caratteristici della festa di sant'Agata e sono simbolici e attinenti alla vergine catanese. Le cassateddi fanno riferimento alle mammelle, per questo detti anche minnuzzi ri sant'Àjta, che furono strappate alla santa durante i martirii a cui venne sottoposta per obbligarla ad abiurare la sua fede. Le alivetti, invece, si riferiscono ad una leggenda che vuole sia stato un albero di ulivo, sorto improvvisamente, a nascondere la vergine Agata mentre era ricercata dai soldati del console romano Quinziano.

## Controversie
Secondo le indagini della Procura di Catania e in base alle dichiarazioni dei collaboratori di giustizia, l'antico cerimoniale sarebbe stato contaminato dall'ombra di infiltrazioni di Cosa nostra, tra il 1995 e il 2005, «finalizzate ad ottenere il controllo di fatto della gestione dell’associazione cattolica denominata “Circolo cittadino S. Agata”». La festa avrebbe subito interferenze che in qualche caso ne avrebbero alterato la scelta di tempi e luoghi della sosta.
Finora due sono stati i processi già conclusi, nel tentativo di fare chiarezza, senza prove. Nel 2009 iniziò il processo per le presunte infiltrazioni, poi finito con l'assoluzione degli imputati nel 2013, malgrado le successive contestazioni della Procura.

Il secondo processo, con una nuova assoluzione in appello, è terminato nel 2015.
Un terzo processo per incidente, conclusosi nel 2011, condannò in prima istanza il capovara per omicidio colposo di un devoto, perito durante la mattina del 6 febbraio 2004, calpestato in via Di San Giuliano dagli altri fedeli, dopo essere caduto rovinosamente davanti al fercolo.